# Вавировский, Николай Михайлович

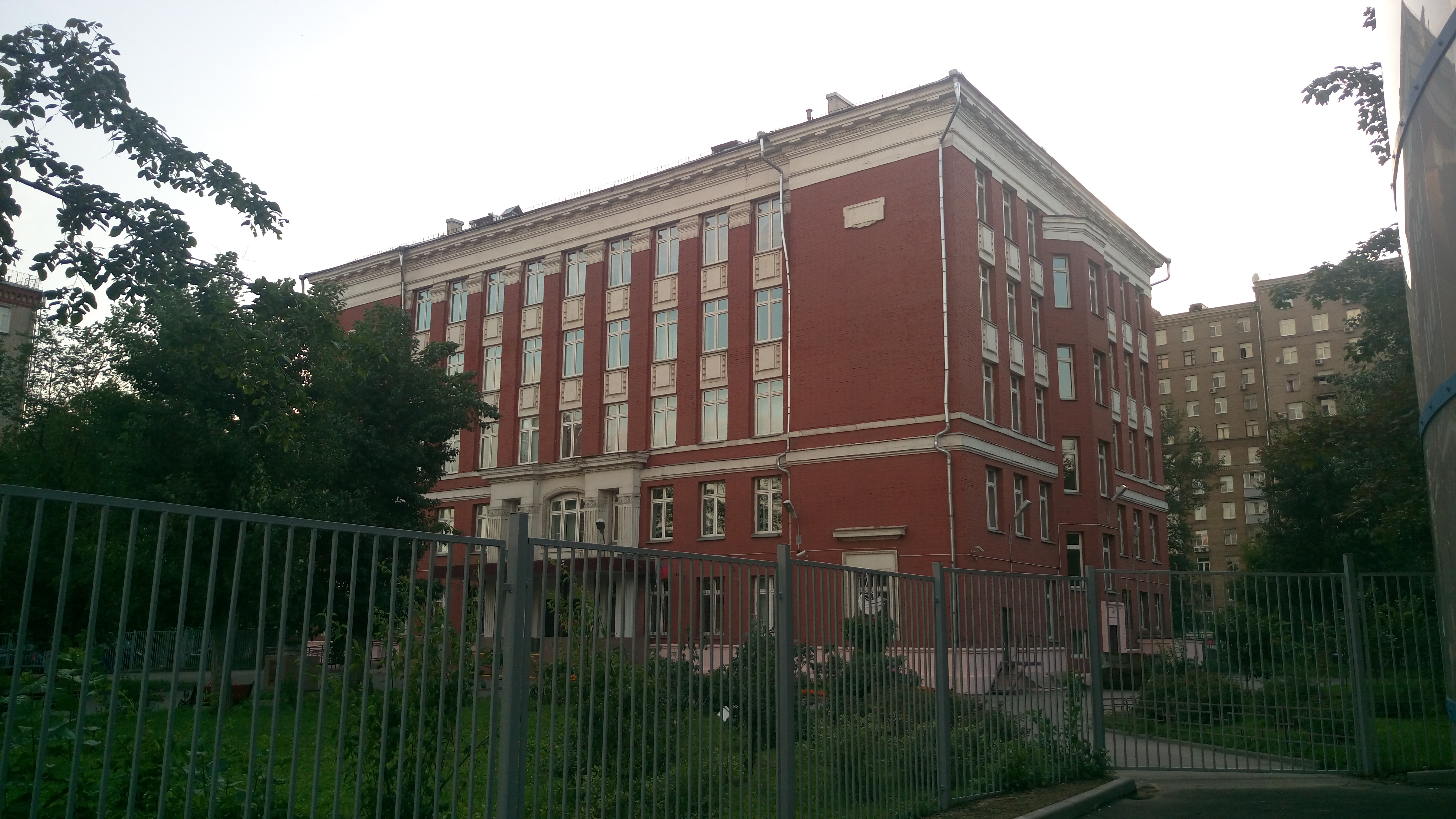
Школа проекта Ю-1

Николай Михайлович Вавировский (21 сентября [4 октября] 1900, Москва — 9 апреля 1977, Москва) — советский архитектор. Автор типовых проектов школ.

## Биография
Николай Вавировский родился 21 сентября (4 октября) 1900 года в Москве. В 1921 году поступил в Московское высшее техническое училище. Окончил училище в 1926 году со званием инженера, и до 1941 года работал архитектором в проектных организациях Москвы. Член Союза архитекторов СССР с 1934 года.
Принимал участие в Великой Отечественной войне в звании инженер-капитана, с 1941 по 1945 год занимался строительством оборонительных сооружений и перемещённых военных объектов. Награждён медалью «За оборону Москвы».
В 1945—1967 годах работал в различных проектных и научных организациях Москвы архитектором и руководителем сектора, в частности, в ЦНИИЭП учебных зданий. В 1967 году вышел на пенсию. Умер 9 апреля 1977 года. Похоронен на Введенском кладбище.
Среди реализованных проектов Николая Вавировского общежитие Академии коммунистического воспитания имени Н. К. Крупской на улице Усачёва в Москве (1927, в соавторстве с А. К. Ивановым), жилые дома в Рыбинске и в совхозе «Гигант», обувная фабрика в Кузнецке, завод химического волокна в Твери и другие. Разрабатывал типовые проекты жилых домов, общественных зданий, клубов для Москвы, Днепропетровска, Челябинска и других городов. В 1952 году разработал типовой проект школы на 880 учащихся, получивший кодовое название Ю-1. По этому проекту в Москве было построено порядка 20 зданий. Принимал участие в разработке ведомственных норм и союзных СНиПов по разделам жилых и общественных зданий. Принимал участие в архитектурных конкурсах.
Жил в Москве по адресу: Серпов переулок, дом 3. Умер 9 апреля 1977 года. Похоронен на Введенском кладбище (участок 23).

## Сочинения
- Вавировский Н. М., Суконшиков М. М., Щербаков В. В. Торговые помещения в многоэтажных жилых домах: Планировка магазинов и предприятий бытового обслуживания. — Москва : Гос. изд-во лит. по строительству и архитектуре, 1954.
- Вавировский Н. М. Методы определения подъема рядов мест в аудиториях, зрительных залах и спортивных сооружениях. — Москва: Стройиздат, 1977.